# Salsola acocksii
Salsola acocksii är en amarantväxtart som beskrevs av Viktor Petrovitj Botjantsev. Salsola acocksii ingår i släktet sodaörter, och familjen amarantväxter. Inga underarter finns listade i Catalogue of Life.